# Economia da República Centro-Africana
A República Centro-Africana é um dos países menos desenvolvidos do mundo com um PIB per capita de pouco mais de 700 dólares anuais, deficientes comunicações e um sistema educativo e de formação quase inexistente. O grosso da população dedica-se à agricultura de subsistência e a extração de produtos florestais. A agricultura é responsável por mais da metade do produto interno bruto. Para o próprio consumo cultiva-se milho, inhame, mandioca e banana. Para exportação cultiva-se café, algodão e tabaco.
O setor madeireiro, com uma exploração de recursos sem controle, constitui uma parte substancial das exportações. A extração mineral, a exceção dos diamantes, ouro e urânio, está inexplorada.
A indústria depende do setor mineiro e pequenas empresas; e o setor de serviços é, sobretudo, público. Os recursos energéticos próprios são escassos e o país depende do exterior, com exceção de algumas centrais hidroelétricas. O petróleo é importado de Camarões.
Os principais fatores que dificultam o desenvolvimento do país são sua posição central no continente, sem saída para o litoral, um sistema de transportes deficiente, uma mão de obra pouco qualificada, e o legado da falta de um planejamento macroeconômico. A luta entre o governo e fações rebeldes é outro complicador para a recuperação econômica. O turismo é a nova e crescente fonte de divisas.

## Comércio exterior
Em 2020, o país foi o 195º maior exportador do mundo (US $ 69 milhões). Já nas importações, em 2019, foi o 187º maior importador do mundo: US $ 302,2 milhões.

## Setor primário

### Agricultura
A República Centro-Africana produziu, em 2019:
- 730 mil toneladas de mandioca;
- 511 mil toneladas de inhame (7º maior produtor do mundo);
- 143 mil toneladas de amendoim;
- 140 mil toneladas de taro;
- 138 mil toneladas de banana;
- 120 mil toneladas de cana-de-açúcar;
- 90 mil toneladas de milho;
- 87 mil toneladas de banana-da-terra;
- 75 mil toneladas de legume;
- 36 mil toneladas de laranja;
- 30 mil toneladas de sorgo;
- 21 mil toneladas de algodão;
- 19 mil toneladas de abóbora;
- 17 mil toneladas de abacaxi;
- 12 mil toneladas de manga;
- 10 mil toneladas de milhete;
- 10 mil toneladas de café;
- 8,5 mil toneladas de abacate;
- 6,7 mil toneladas de gergelim;

Além de produções menores de outros produtos agrícolas.

### Pecuária
A República Centro-Africana produziu, em 2019: 16 mil toneladas de mel; 97 mil toneladas de carne bovina; 25 mil toneladas de carne de cabra; 24 mil toneladas de carne de caça; 20 mil toneladas de carne suína; 82 milhões de litros de leite de vaca, entre outros.

## Setor secundário

### Indústria
O Banco Mundial lista os principais países produtores a cada ano, com base no valor total da produção. Pela lista de 2019, a República Centro-Africana tinha a 153ª indústria mais valiosa do mundo (US $ 413 milhões).

### Energia
Nas energias não-renováveis, em 2020, o país não produzia petróleo. Em 2011, o país consumia 3,1 mil barris/dia (178º maior consumidor do mundo) 

### Mineração
O país é um dos 20 maiores produtores do mundo de ouro. Em 2017, o país havia produzido 60 toneladas. Também são um produtor importante de diamante.